# Nettoprimærproduktion
Inden for økologi er nettoprimærproduktionen summen af alt det organiske stof, som er dannet ved fotosyntese (og kemosyntese) på et bestemt område i løbet af et år fraregnet planternes egne tab til den respiration, der foregår konstant i alle levende celler.
Nettoprimærproduktionen er altså den mængde organisk stof, som er til rådighed for konsumenter og destruenter i løbet af et år. Det sætter den afgørende ramme for biodiversiteten i de pågældende biotoper (se bruttoprimærproduktion).